# Afghanistans riksvapen
I Afghanistans riksvapen - som också återges på flaggduken - ser man en flaggprydd moskébyggnad som visar att islam är landets officiella religion. Moskén visas med en öppning, mihrab, mot Mecka och omges av sädeskärvar som symbol för landets rika jordbruk. Vid moskén hänger två afghanska flaggor. Två korslagda sablar inramar det hela och de symboliserar framgången i "det heliga kriget" (Jihad) för frihet och oberoende. Inskriptionen högst upp lyder: "Allah är stor och Muhammed är hans profet". Statsvapnet bär årtalet 1298 i den muslimska tidsräkningen (Hijri), eller 1919 i den Gregorianska. Det var året när Afghanistan erhöll självständighet från det Brittiska imperiet.

## Statsvapnets historia

1901-1919
1919-1926
1926-1928
1928-1929
1931-1973
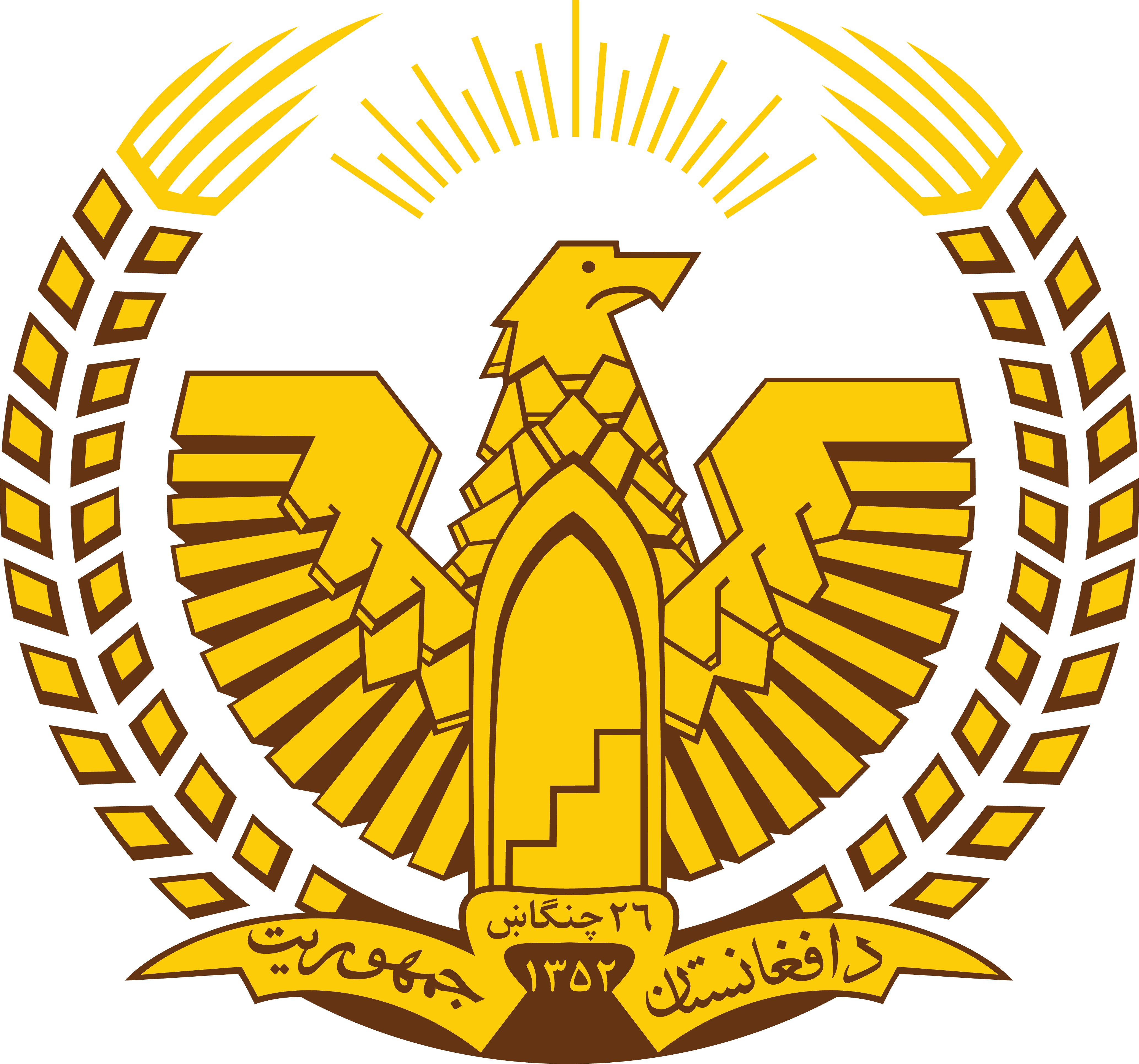
1974-1978
1992-1996
2002-2013